# Zuidoost-Aziatisch kampioenschap voetbal 1998
Het Zuidoost-Aziatisch kampioenschap voetbal 1998 (officieel Tiger Cup genoemd) was een internationale voetbalcompetitie die in 1998 voor de tweede keer gehouden werd. Het werd gehouden in Vietnam van 25 augustus tot en met 5 september 1998 met 8 landen uit Zuidoost-Azië.
De laatste wedstrijd in groep A tussen Thailand en Indonesië in de groepsfase werd overschaduwd door onsportief gedrag van beide landen. Zowel Thailand als Indonesië was al verzekerd van een plek in de knockoutfase. Daarin zou de winnaar van de poule het echter moeten opnemen tegen nummer 2 uit poule B, het thuisland Vietnam. Singapore, nummer 1 uit die poule, werd op dat moment gezien als makkelijkere tegenstander. Bovendien zou er in dat geval ook verhuisd moeten worden naar een ander trainingskamp. Beide landen wilden dat voorkomen en probeerden tweede te worden. Er werd weinig gestreden om de overwinning en toen het na 90 minuten 2–2 stond scoorde verdediger Mursyid Effendi bewust een eigen doelpunt zodat Indonesië verloor en tweede werd. Beide landen kregen $40.000 boete opgelegd van de Fifa. Mursyid Effendi werd voor het leven geschorst. In de halve finale verloren bovendien beide landen ook nog eens. Singapore won het toernooi door in de finale thuisland Vietnam te verslaan met 1–0. Sasi Kumar scoorde in de 65e minuut de winnende goal.

## Kwalificatie
Stadions
| Yangon ( Myanmar)  | Singapore ( Singapore) |
| ------------------ | ---------------------- |
| Thuwunna Stadion   | Jurong Stadion         |
| Capaciteit: 50.000 | Capaciteit: 30.000     |
| (Thuwunna Stadion) |                        |

Eindstand en wedstrijden poule A
| Team    | GS | W | G | V | DV | DT | DS | Ptn. |
| ------- | -- | - | - | - | -- | -- | -- | ---- |
| Myanmar | 2  | 2 | 0 | 0 | 7  | 1  | +6 | 6    |
| Laos    | 2  | 1 | 0 | 1 | 2  | 4  | −2 | 3    |
| Brunei  | 2  | 0 | 0 | 2 | 2  | 6  | −4 | 0    |

|                                  |         |       |        |                          |
| 14 maart 1998 «onderlinge duels» | Myanmar | 4 – 1 | Brunei | Thuwunna Stadium, Yangon |
| 14 maart 1998 «onderlinge duels» |         |       |        | Thuwunna Stadium, Yangon |

|                                  |      |       |        |                          |
| 16 maart 1998 «onderlinge duels» | Laos | 2 – 1 | Brunei | Thuwunna Stadium, Yangon |
| 16 maart 1998 «onderlinge duels» |      |       |        | Thuwunna Stadium, Yangon |

|                                  |         |       |      |                          |
| 18 maart 1998 «onderlinge duels» | Myanmar | 3 – 0 | Laos | Thuwunna Stadium, Yangon |
| 18 maart 1998 «onderlinge duels» |         |       |      | Thuwunna Stadium, Yangon |

Eindstand en wedstrijden poule B
| Team       | GS | W | G | V | DV | DT | DS | Ptn. |
| ---------- | -- | - | - | - | -- | -- | -- | ---- |
| Singapore  | 2  | 2 | 0 | 0 | 4  | 0  | +4 | 6    |
| Filipijnen | 2  | 0 | 1 | 1 | 1  | 2  | −1 | 1    |
| Cambodja   | 2  | 0 | 1 | 1 | 1  | 4  | −3 | 1    |

|                                  |           |       |            |                           |
| 24 maart 1998 «onderlinge duels» | Singapore | 1 – 0 | Filipijnen | Jurong Stadium, Singapore |
| 24 maart 1998 «onderlinge duels» |           |       |            | Jurong Stadium, Singapore |

|                                  |          |       |            |                           |
| 26 maart 1998 «onderlinge duels» | Cambodja | 1 – 1 | Filipijnen | Jurong Stadium, Singapore |
| 26 maart 1998 «onderlinge duels» |          |       |            | Jurong Stadium, Singapore |

|                                  |           |       |          |                           |
| 28 maart 1998 «onderlinge duels» | Singapore | 3 – 0 | Cambodja | Jurong Stadium, Singapore |
| 28 maart 1998 «onderlinge duels» |           |       |          | Jurong Stadium, Singapore |

## Deelnemende teams
| Land                              | Deelname | Beste resultaat |
| --------------------------------- | -------- | --------------- |
| Indonesië                         | 2e       | Vierde          |
| Laos (kwalificatietoernooi)       | 2e       | Groepsfase      |
| Maleisië                          | 2e       | Tweede          |
| Birma (kwalificatietoernooi)      | 2e       | Groepsfase      |
| Filipijnen (kwalificatietoernooi) | 2e       | Groepsfase      |
| Singapore (kwalificatietoernooi)  | 2e       | Groepsfase      |
| Thailand                          | 2e       | Winnaar (1996)  |
| Vietnam                           | 2e       | Vierde          |

## Stadions
| Ho Chi Minhstad    | · Ho Chi Minhstad Hanoi | · Ho Chi Minhstad Hanoi | Hanoi              |
| Thống Nhấtstadion  | · Ho Chi Minhstad Hanoi | · Ho Chi Minhstad Hanoi | Hàng Đẫy Stadion   |
| Capaciteit: 25.000 | · Ho Chi Minhstad Hanoi | · Ho Chi Minhstad Hanoi | Capaciteit: 22.500 |
|                    | · Ho Chi Minhstad Hanoi | · Ho Chi Minhstad Hanoi |                    |

## Groepsfase

### Groep A
| Team       | GS | W | G | V | DV | DT | DS | Ptn. |
| ---------- | -- | - | - | - | -- | -- | -- | ---- |
| Thailand   | 3  | 2 | 1 | 0 | 7  | 4  | +3 | 7    |
| Indonesië  | 3  | 2 | 0 | 1 | 11 | 5  | +6 | 6    |
| Myanmar    | 3  | 1 | 1 | 1 | 8  | 9  | −1 | 4    |
| Filipijnen | 3  | 0 | 0 | 3 | 3  | 11 | −8 | 0    |

|                                                   |                                      |       |            |                                                                                          |
| 27 augustus 1998 «onderlinge duels» 18:15 (UTC+7) | Indonesië                            | 3 – 0 | Filipijnen | Thong Nhat Stadium, Ho Chi Minh Stad Toeschouwers: 15.000 Scheidsrechter: Shamsul Maidin |
| 27 augustus 1998 «onderlinge duels» 18:15 (UTC+7) | Widodo 15' Bima 42' (pen.) Uston 65' |       |            | Thong Nhat Stadium, Ho Chi Minh Stad Toeschouwers: 15.000 Scheidsrechter: Shamsul Maidin |

|                                                   |               |       |                |                                                                                                |
| 27 augustus 1998 «onderlinge duels» 20:45 (UTC+7) | Thailand      | 1 – 1 | Myanmar        | Thong Nhat Stadium, Ho Chi Minh Stad Toeschouwers: 15.000 Scheidsrechter: Nik Ahmad Hafi Yacob |
| 27 augustus 1998 «onderlinge duels» 20:45 (UTC+7) | Worrawoot 15' |       | Aung Khine 65' | Thong Nhat Stadium, Ho Chi Minh Stad Toeschouwers: 15.000 Scheidsrechter: Nik Ahmad Hafi Yacob |

|                                                   |                                        |       |              |                                                                                        |
| 29 augustus 1998 «onderlinge duels» 18:15 (UTC+7) | Thailand                               | 3 – 1 | Filipijnen   | Thong Nhat Stadium, Ho Chi Minh Stad Toeschouwers: 15.000 Scheidsrechter: Chan Siu Kee |
| 29 augustus 1998 «onderlinge duels» 18:15 (UTC+7) | Worrawoot 21' Kritsada 57' Kiarung 86' |       | Gonzalez 30' | Thong Nhat Stadium, Ho Chi Minh Stad Toeschouwers: 15.000 Scheidsrechter: Chan Siu Kee |

|                                                   |                                                                                           |       |                               |                                                                                          |
| 29 augustus 1998 «onderlinge duels» 20:45 (UTC+7) | Indonesië                                                                                 | 6 – 2 | Myanmar                       | Thong Nhat Stadium, Ho Chi Minh Stad Toeschouwers: 15.000 Scheidsrechter: Nguyen Van Mui |
| 29 augustus 1998 «onderlinge duels» 20:45 (UTC+7) | Aji 15' (pen.) Widodo 30' Min Aung 39' (e.d.) Bima 54' Miro 75' (pen.) Min Thu 77' (e.d.) |       | Myo Hlaing Win 1', 85' (pen.) | Thong Nhat Stadium, Ho Chi Minh Stad Toeschouwers: 15.000 Scheidsrechter: Nguyen Van Mui |

|                                                   |                                                           |       |                   |                                                                                          |
| 31 augustus 1998 «onderlinge duels» 18:15 (UTC+7) | Myanmar                                                   | 5 – 2 | Filipijnen        | Thong Nhat Stadium, Ho Chi Minh Stad Toeschouwers: 12.000 Scheidsrechter: Shamsul Maidin |
| 31 augustus 1998 «onderlinge duels» 18:15 (UTC+7) | Win Htike 21' Myo Hlaing Win 43', 85' Aung Khine 78', 80' |       | Gonzalez 25', 30' | Thong Nhat Stadium, Ho Chi Minh Stad Toeschouwers: 12.000 Scheidsrechter: Shamsul Maidin |

|                                                   |                                              |       |                  |                                                                                 |
| 31 augustus 1998 «onderlinge duels» 20:45 (UTC+7) | Thailand                                     | 3 – 2 | Indonesië        | Thong Nhat Stadium, Ho Chi Minh Stad Toeschouwers: 5.000 Scheidsrechter: Lu Jun |
| 31 augustus 1998 «onderlinge duels» 20:45 (UTC+7) | Kritsada 62' Therdsak 86' Mursyid 90' (e.d.) |       | Miro 52' Aji 84' | Thong Nhat Stadium, Ho Chi Minh Stad Toeschouwers: 5.000 Scheidsrechter: Lu Jun |

### Groep B
| Team      | GS | W | G | V | DV | DT | DS | Ptn. |
| --------- | -- | - | - | - | -- | -- | -- | ---- |
| Singapore | 3  | 2 | 1 | 0 | 6  | 1  | +5 | 7    |
| Vietnam   | 3  | 2 | 1 | 0 | 5  | 1  | +4 | 7    |
| Maleisië  | 3  | 0 | 1 | 2 | 0  | 3  | −3 | 1    |
| Laos      | 3  | 0 | 1 | 2 | 2  | 8  | −6 | 1    |

|                                                   |          |                         |           |                                                                           |
| 26 augustus 1998 «onderlinge duels» 18:15 (UTC+7) | Maleisië | 0 – 2                   | Singapore | Hàng Đẫy Stadion, Hanoi Toeschouwers: 5.000 Scheidsrechter: Kim Young-Joo |
| 26 augustus 1998 «onderlinge duels» 18:15 (UTC+7) |          | Ali 17' Khamaruddin 42' |           | Hàng Đẫy Stadion, Hanoi Toeschouwers: 5.000 Scheidsrechter: Kim Young-Joo |

|                                                   |                                                             |       |                 |                                                                                |
| 26 augustus 1998 «onderlinge duels» 20:45 (UTC+7) | Vietnam                                                     | 4 – 1 | Laos            | Hàng Đẫy Stadion, Hanoi Toeschouwers: 20.000 Scheidsrechter: Hanlumyaung Panya |
| 26 augustus 1998 «onderlinge duels» 20:45 (UTC+7) | Nguyen Hong Son 30' Nguyen Van Sy 43' Le Huynh Duc 85', 90' |       | Channiphone 55' | Hàng Đẫy Stadion, Hanoi Toeschouwers: 20.000 Scheidsrechter: Hanlumyaung Panya |

|                                                   |          |       |      |                                                                              |
| 28 augustus 1998 «onderlinge duels» 18:15 (UTC+7) | Maleisië | 0 – 0 | Laos | Hàng Đẫy Stadion, Hanoi Toeschouwers: 15.000 Scheidsrechter: Michael Andrews |
| 28 augustus 1998 «onderlinge duels» 18:15 (UTC+7) |          |       |      | Hàng Đẫy Stadion, Hanoi Toeschouwers: 15.000 Scheidsrechter: Michael Andrews |

|                                                   |         |       |           |                                                                           |
| 28 augustus 1998 «onderlinge duels» 20:45 (UTC+7) | Vietnam | 0 – 0 | Singapore | Hàng Đẫy Stadion, Hanoi Toeschouwers: 15.000 Scheidsrechter: Jerry Andres |
| 28 augustus 1998 «onderlinge duels» 20:45 (UTC+7) |         |       |           | Hàng Đẫy Stadion, Hanoi Toeschouwers: 15.000 Scheidsrechter: Jerry Andres |

|                                                   |                                          |       |                  |                                                                           |
| 30 augustus 1998 «onderlinge duels» 18:15 (UTC+7) | Singapore                                | 4 – 1 | Laos             | Hàng Đẫy Stadion, Hanoi Toeschouwers: 15.000 Scheidsrechter: Jerry Andres |
| 30 augustus 1998 «onderlinge duels» 18:15 (UTC+7) | Zainal 3' Khamaruddin 9', 15' Daiman 58' |       | Phonephachan 30' | Hàng Đẫy Stadion, Hanoi Toeschouwers: 15.000 Scheidsrechter: Jerry Andres |

|                                                   |                     |       |          |                                                                                |
| 30 augustus 1998 «onderlinge duels» 20:45 (UTC+7) | Vietnam             | 1 – 0 | Maleisië | Hàng Đẫy Stadion, Hanoi Toeschouwers: 15.000 Scheidsrechter: Hanlumyaung Panya |
| 30 augustus 1998 «onderlinge duels» 20:45 (UTC+7) | Nguyen Hong Son 50' |       |          | Hàng Đẫy Stadion, Hanoi Toeschouwers: 15.000 Scheidsrechter: Hanlumyaung Panya |

## Knock-outfase
|  | halve finale                  | halve finale                  |   |                               | finale                        | finale |
|  |                               |                               |   |                               |                               |        |
|  | 2 september – Hanoi           |                               |   |                               |                               |        |
|  | Vietnam                       | 3                             |   |                               |                               |        |
|  | Thailand                      | 0                             |   |                               |                               |        |
|  |                               |                               |   |                               |                               |        |
|  |                               |                               |   |                               | 5 september – Hanoi           |        |
|  |                               |                               |   |                               | Vietnam                       | 0      |
|  |                               | Singapore                     | 1 |                               |                               |        |
|  |                               |                               |   |                               |                               |        |
|  |                               |                               |   |                               | derde plaats                  |        |
|  | 3 september – Ho Chi Minhstad | 3 september – Ho Chi Minhstad |   | 5 september – Ho Chi Minhstad | 5 september – Ho Chi Minhstad |        |
|  | Singapore                     | 2                             |   | Indonesië                     | 3 (5)                         |        |
|  | Indonesië                     | 1                             |   |                               | Thailand                      | 3 (4)  |

### Halve finale
|                                                   |                                                           |       |          |                                              |
| 3 september 1998 «onderlinge duels» 20:00 (UTC+7) | Vietnam                                                   | 3 – 0 | Thailand | Hàng Đẫy Stadion, Hanoi Toeschouwers: 23.000 |
| 3 september 1998 «onderlinge duels» 20:00 (UTC+7) | Truong Viet Hoang 15' Nguyen Hong Son 70' Van Sy Hung 80' |       |          | Hàng Đẫy Stadion, Hanoi Toeschouwers: 23.000 |

|                                                   |                    |       |           |                                                                                 |
| 3 september 1998 «onderlinge duels» 20:00 (UTC+7) | Singapore          | 2 – 1 | Indonesië | Thong Nhat Stadium, Ho Chi Minh Stad Toeschouwers: 7.000 Scheidsrechter: Lu Jun |
| 3 september 1998 «onderlinge duels» 20:00 (UTC+7) | Rafi 12' Nazri 30' |       | Miro 34'  | Thong Nhat Stadium, Ho Chi Minh Stad Toeschouwers: 7.000 Scheidsrechter: Lu Jun |

### Troostfinale
|                                                   |                                   |              |                                             |                                                          |
| 5 september 1998 «onderlinge duels» 16:00 (UTC+7) | Indonesië                         | 3 – 3 (n.v.) | Thailand                                    | Thong Nhat Stadium, Ho Chi Minh Stad Toeschouwers: 5.000 |
| 5 september 1998 «onderlinge duels» 16:00 (UTC+7) | Kurniawan 16' Aji 33' Ekodono 89' |              | Chaichan 18' Worrawoot 42' Kowit 44'        | Thong Nhat Stadium, Ho Chi Minh Stad Toeschouwers: 5.000 |
| 5 september 1998 «onderlinge duels» 16:00 (UTC+7) | Strafschoppen                     |              |                                             | Thong Nhat Stadium, Ho Chi Minh Stad Toeschouwers: 5.000 |
| 5 september 1998 «onderlinge duels» 16:00 (UTC+7) | Uston Bima Ekodono Kuncoro Imam   | 5 – 4        | Promrut Punsanai Songserm Therdsak Kritsada | Thong Nhat Stadium, Ho Chi Minh Stad Toeschouwers: 5.000 |

### Finale
|                                                   |         |                |           |                                                                            |
| 5 september 1998 «onderlinge duels» 20:00 (UTC+7) | Vietnam | 0 – 1          | Singapore | Hàng Đẫy Stadion, Hanoi Toeschouwers: 25.000 Scheidsrechter: Kim Young-Joo |
| 5 september 1998 «onderlinge duels» 20:00 (UTC+7) |         | Sasi Kumar 65' |           | Hàng Đẫy Stadion, Hanoi Toeschouwers: 25.000 Scheidsrechter: Kim Young-Joo |

| Winnaar AFF Championship 1998 |
| ----------------------------- |
|                               |
| Singapore Eerste titel        |

## Toernooiranglijst
| Rank                              | Team       | Gsp | W | G | V | DV | DT | DS |
| --------------------------------- | ---------- | --- | - | - | - | -- | -- | -- |
|                                   | Singapore  | 5   | 4 | 1 | 0 | 9  | 2  | +7 |
|                                   | Vietnam    | 5   | 3 | 1 | 1 | 8  | 2  | +6 |
| Uitgeschakeld in de halve finales |            |     |   |   |   |    |    |    |
|                                   | Indonesië  | 5   | 3 | 0 | 2 | 20 | 14 | +6 |
| 4                                 | Thailand   | 5   | 2 | 1 | 2 | 18 | 9  | -1 |
| Uitgeschakeld in de groepsfase    |            |     |   |   |   |    |    |    |
| 5                                 | Birma      | 3   | 1 | 1 | 1 | 7  | 2  | +5 |
| 6                                 | Maleisië   | 3   | 0 | 1 | 2 | 0  | 3  | –3 |
| 7                                 | Laos       | 3   | 0 | 1 | 2 | 2  | 8  | –6 |
| 8                                 | Filipijnen | 3   | 0 | 0 | 3 | 3  | 11 | –8 |

## Doelpuntenmakers
4 doelpunten
- Myo Hlaing Win

3  doelpunten
- Aji Santoso
- Miro Baldo Bento
- Aung Khine

- Alfredo Razon Gonzalez
- Ahmad Latiff Khamaruddin

- Worrawoot Srimaka
- Nguyen Hong Son

2 doelpunten
- Bima Sakti
- Widodo C Putro

- Rafi Ali
- Kritsada Piandit

- Le Huynh Duc

1  doelpunt
- Kurniawan Dwi Yulianto
- Uston Nawawi
- Yusuf Ekodono
- Keolakhone Channiphone
- Kholadeth Phonephachanh
- Win Htike

- Nazri Nasir
- Rudy Khairon Daiman
- Sasi Kumar
- Zulkarnaen Zainal
- Chaichan Knewsen
- Kairung Threjagsang

- Kowit Foythong
- Therdsak Chaiman
- Nguyen Van Sy
- Truong Viet Hoang
- Van Sy Hung

1 eigen doelpunt
- Mursyid Effendi (Tegen Thailand)
- Min Aung (Tegen Indonesië)
- Min Thu (Tegen Indonesië)

1996 · 1998 · 2000 · 2002 · 2004 · 2007 · 2008 · 2010 · 2012 · 2014 · 2016 · 2018 · 2020 · 2022 · 2024